# Femtex 2 Nejtilvoldmodkvinder
Femtex 2 Nejtilvoldmodkvinder er en dansk kortfilm fra 1997, der er instrueret af Mette Høxbro.

## Handling
Nej til vold mod kvinder. Hvad er vold? Om parforhold og social status, besiddertrangen som faresignal, konsekvensen af vedvarende fysisk overgreb mod kvinden i et parforhold. Kontrollen, angsten, isolation.